# كوكب هيليوم

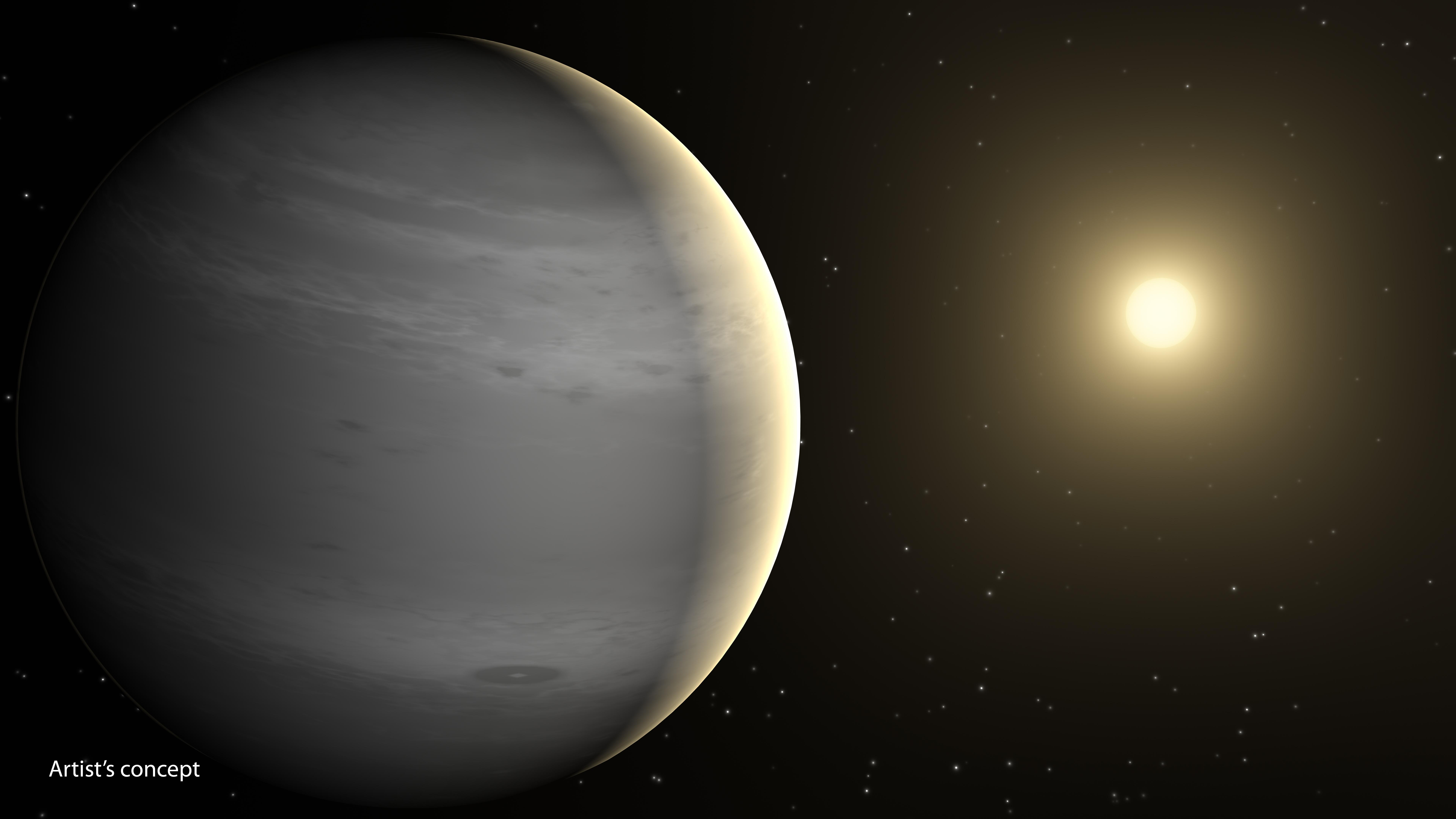

كوكب هيليوم هو نوع نظري من الكواكب التي قد تتشكل عن طريق فقدان الكتلة الناتج عن نجم القزم الأبيض منخفض الكتلة. وتتألف كواكب العمالقة الغازية العادية مثل المشترى وزُحل من الهيدروجين بشكل أساسي والهليوم كمكون ثانوي. ولكن قد يتشكل كوكب الهليوم في بيئة تم فيها معالجة كل الهيدروجين وتحويله إلى هليوم أو غيره من العناصر الأكثر ثقلاً عن طريق الاحتراق النووي.

## الأصل
ينطوي أحد السيناريوهات [محل شك] على نوع النجم الثنائي التكافلي AM CVn، الذي يتألف من نجمي قزم أبيض يُعتبر الهليوم العنصر الأساسي لهما، ومحاطين بقرص هليوم ثنائي دائري يتشكل أثناء تحول الكتلة من نجم القزم الأبيض الأقل كتلة إلى القزم الأبيض الأكثر كتلة. وبعد فقدان معظم كتلته، قد يقترب نجم القزم الأبيض الأقل كتلة من الكتلة الكوكبية.

## الخصائص
من المتوقع أن تكون كواكب الهليوم ذات قطر متشابه تقريبًا لكواكب الهيدروجين/الهليوم من نفس الكتلة. غير أن كواكب الهليوم التي يكون وزنها أثقل من كتل كوكب المشترى بثلاث عشرة مرة سوف تكون مع ذلك كواكب، وليست أقزامًا بنية، لأنها لا تحتوي على الديوتيريوم ولا تستطيع صهر أي شيء بعد ذلك.

## وصلات خارجية
- "All Planets Possible". Astrobiology Magazine. 30 سبتمبر 2007. مؤرشف من الأصل في 2014-01-01.